# Vịnh Đông Dũng

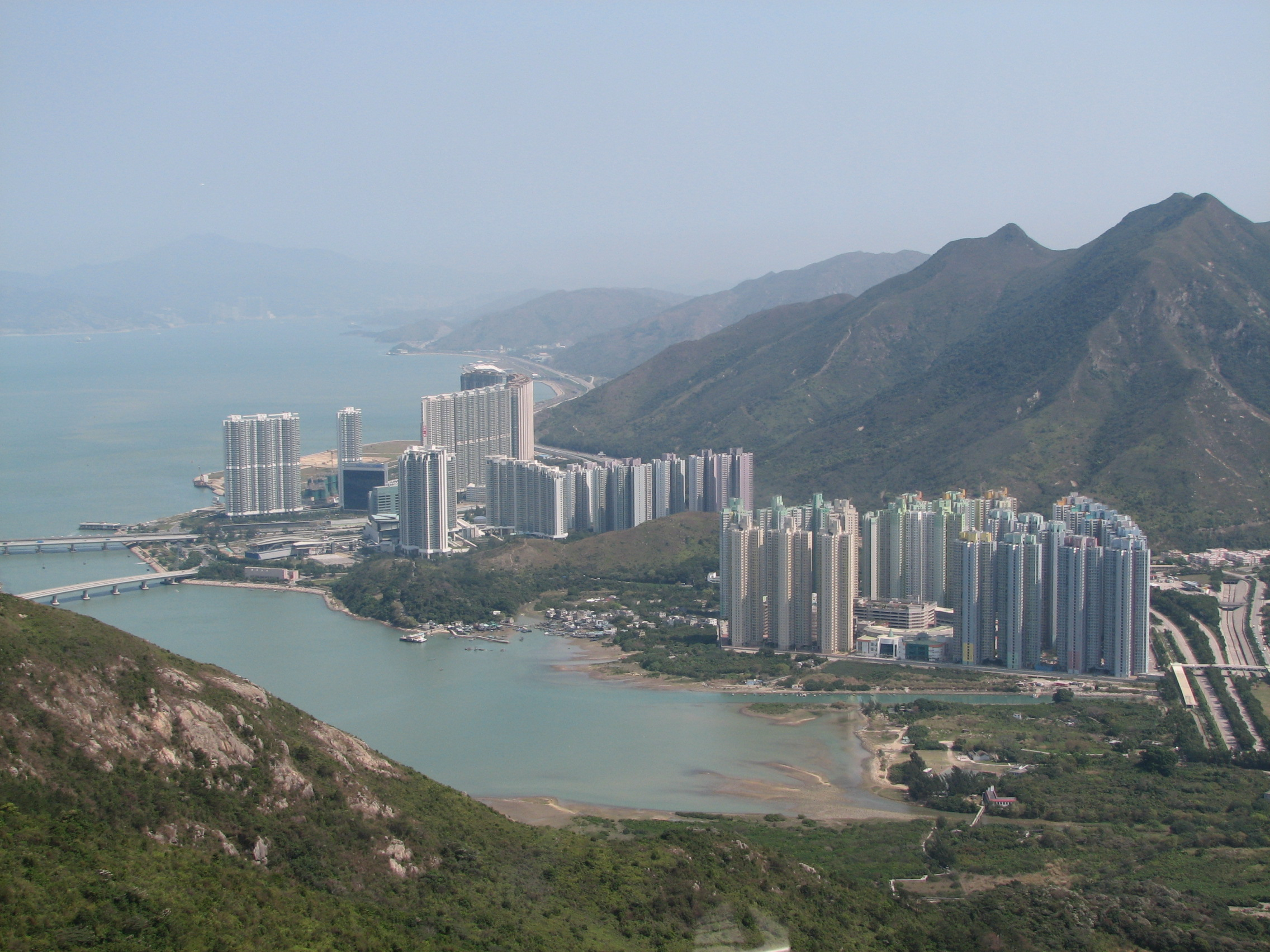
Vịnh Đông Dũng và tân thị trấn Đông Dũng, nhìn từ phía tây, được chụp từ cáp treo Ngang Bình 360.

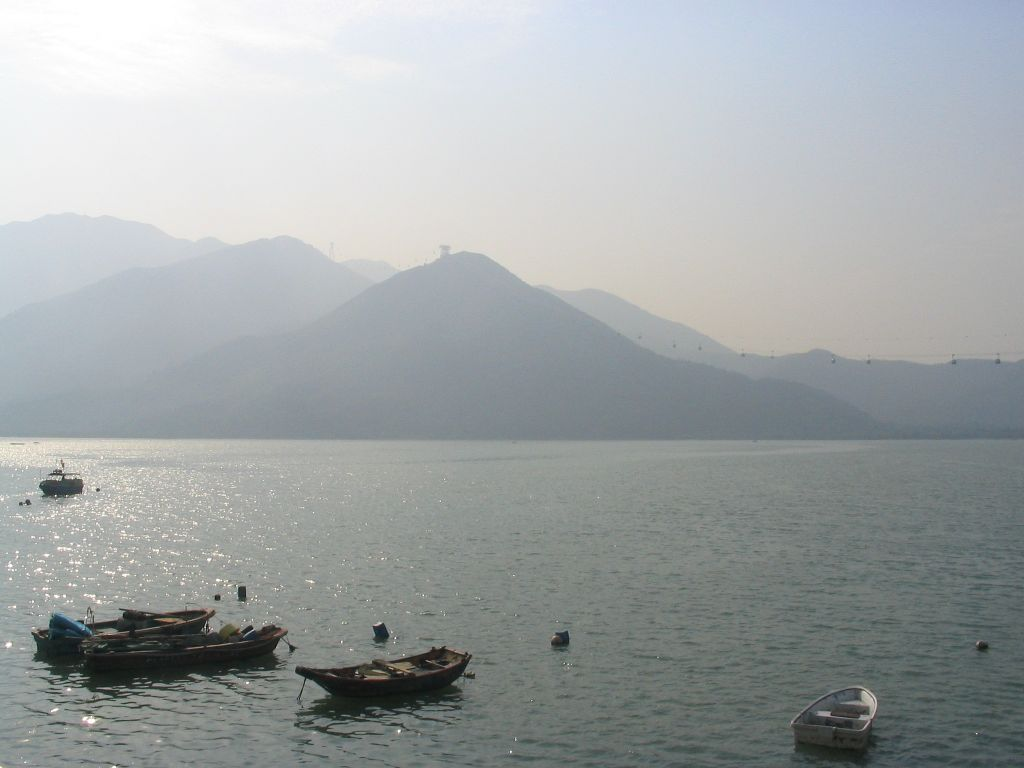
Vịnh Đông Dũng

Vịnh Đông Dũng (tiếng Trung: 東涌灣) là một vịnh nằm ở phía tây Đông Dũng, đảo Đại Tự Sơn, Hồng Kông, gần thị trấn mới Bắc Đại Tự Sơn và Sân bay quốc tế Hồng Kông. Đây cũng là nơi toạ lạc của bến tàu Mã Loan Dũng. Ở phía đông vịnh được bao quanh bởi các khu nhà ở, khu vực có rừng ở phía tây và sân bay ở phía bắc.